# Sexy Beast
Sexy Beast is een Brits-Spaanse kraakfilm uit 2000 die geregisseerd werd door Jonathan Glazer. Sexy Beast ging op 13 september 2000 in première op het Internationaal filmfestival van Toronto.

## Verhaal
Gary Dove, bijgenaamd Gal is een gepensioneerde kluizenkraker die rustig in zijn villa in Spanje woont, samen met zijn vrouw DeeDee. Hun rust wordt verstoord als Don Logan zich op een dag bij hen aandient. Don is vanuit Londen door Teddy gestuurd om Gal te rekruteren om nogmaals aan een inbraak in een bank mee te werken.
Gal weigert dit maar Don blijft wel bij Gal in huis logeren om hem alsnog te overtuigen. De antisociale Don haalt echt alles uit de kast om Gal en zijn vrouw steeds harder te terroriseren. Uiteindelijk wordt Don door DeeDee doodgeschoten. Gal en DeeDee weten hem, met hulp van hun vriend Enrique onder de vloer van hun leeggepompte zwembad te begraven maar Gal voelt zich nu gedwongen om toch aan de bankkraak mee te werken.

## Rolbezetting
| Acteur         | Personage       | Opmerkingen |
| -------------- | --------------- | ----------- |
| Ray Winstone   | Gary "Gal" Dove |             |
| Amanda Redman  | DeeDee Dove     |             |
| Ben Kingsley   | Don Logan       |             |
| Ian McShane    | Teddy Bass      |             |
| James Fox      | Harry           |             |
| Cavan Kendall  | Aitch           |             |
| Julianne White | Jackie          |             |
| Álvaro Monje   | Enrique         |             |

## Prijzen
Sexy Beast won een British Independent Film Award voor beste scenario. De film leverde Ben Kingsley een groot aantal prijzen op voor beste mannelijke bijrol. Ook werd Kingsley genomineerd voor een Academy Award en een Golden Globe.